# لوئس لویتن
لوئس لویتن (انگلیسی: Louis Luyten؛ زادهٔ ۱۹ مهٔ ۱۹۵۵) دوچرخه‌سوار اهل بلژیک است.